# Molgula oculata
Molgula oculata is een zakpijpensoort uit de familie van de Molgulidae. De wetenschappelijke naam van de soort werd in 1848 voor het eerst geldig gepubliceerd door Forbes. Het is inheems in de noordoostelijke Atlantische Oceaan en de Noordzee. De specifieke naam oculata betekent "ogen hebben"; deze soort heeft openingen die "lijken als donkere ogen in een door een bril gevormd frame".

## Beschrijving
Molgula oculata is bijna bolvormig en heeft een diameter van ongeveer 5 tot 8 cm. Het heeft een zakachtig lichaam met een leerachtige bekleding die bekend staat als de mantel, met twee sifons op het bovenoppervlak. Water wordt via een zeslobbige orale sifon in de lichaamsholte gezogen en via een vierlobbige atriale sifon uitgestoten. De orale sifon is omgeven door een ring van vertakte tentakels die moeten voorkomen dat grote deeltjes met de waterstroom de keelholte in worden gezogen. Deze zakpijp is zeer goed gecamoufleerd. Het is een zandbruine kleur en is gedeeltelijk begraven in het sediment op de zeebodem met de twee uitstekende sifons. Zandkorrels en schelpfragmenten hechten zich aan zijn mantel en bedekken het oppervlak volledig, afgezien van een klein gebied in de onmiddellijke nabijheid van de sifons. Deze kale plek helpt hem te onderscheiden van de nauw verwante Molgula occulta die wel volledig is bedekt met deeltjes.

## Verspreiding en leefgebied
Molgula oculata komt voor in de noordoostelijke Atlantische Oceaan en de Noordzee. Zijn verspreidingsgebied strekt zich uit van Noorwegen en de Shetlandeilanden in zuidelijke richting tot aan de Golf van Biskaje. Het wordt los gevonden maar bijna ondergedompeld in de zanderige of grindachtige zeebodem met alleen de sifons die uitsteken. Het komt voor van eb tot een diepte van 80 meter.

## Biologie
Molgula oculata is een filtervoeder, die planktondeeltjes en bacteriën filtert uit het water dat continu door zijn lichaam wordt gepompt. Net als andere zakpijpen is het een hermafrodiet en tijdens de broedtijd worden sperma en eieren vrijgelaten in de zee waar de bevruchting plaatsvindt. De larve van een zakpijp staat bekend als een kikkervisje-larve vanwege zijn gelijkenis met een amfibisch kikkervisje. Het heeft chordata-kenmerken als een notochord en een primitief zenuwstelsel, almede een staart waarmee het kan zwemmen.